# Heikki Ikola
Heikki Johannes Ikola (Jurva, 9 settembre 1947) è un ex biatleta e allenatore di biathlon finlandese.
Con varie medaglie olimpiche e iridate conquistate, è il biatleta finlandese più vittorioso. Nel 1980 fu portabandiera della Finlandia durante la cerimonia di apertura dei XIII Giochi olimpici invernali.

## Biografia

### Carriera da atleta
Originario di Jurva, comune in seguito accoprato a Kurikka, in carriera prese parte a tre edizioni dei Giochi olimpici invernali, Sapporo 1972 (2° nella staffetta), Innsbruck 1976 (2° nella 20 km, 2° nella staffetta) e Lake Placid 1980 (18° nella 20 km), e a otto dei Campionati mondiali, vincendo sette medaglie.

### Carriera da allenatore
Dopo il ritiro divenne allenatore di biathlon, guidando tra l'altro la nazionale finlandese ai Giochi olimpici di Calgary 1988 e Albertville 1992.

### Altre attività
Dal 1994 lavora come commentatore sportivo per la televisione di Stato finlandese.

## Palmarès

### Olimpiadi
- 3 medaglie:
  - 3 argenti (staffetta a Sapporo 1972; individuale, staffetta a Innsbruck 1976)

### Mondiali
- 7 medaglie:
  - 4 ori (individuale, staffetta ad Anterselva 1975; individuale a Lillehammer 1977; individuale[2] a Lahti 1981)
  - 3 argenti (staffetta a Minsk 1974; staffetta a Lillehammer 1977; staffetta a Ruhpolding 1979)